# Hans Hörmann (Politiker)
Hans Hörmann (* 7. August 1926 in Penzberg; † 29. Juli 2011 in Freiburg im Breisgau) war ein deutscher Politiker (SPD).

## Leben und Beruf
Nach dem Besuch der Volksschule und der Oberschule wurde Hörmann zur Wehrmacht eingezogen und nahm von 1943 bis 1945 als Soldat am Zweiten Weltkrieg teil. Er geriet bei Kriegsende zunächst in US-amerikanische Gefangenschaft und befand sich nach seiner Überführung in französischer Gefangenschaft, aus der er 1948 entlassen wurde.
Hörmann arbeitete 1949/50 als Bergmann in Penzberg und absolvierte anschließend eine Ausbildung zum Industriekaufmann in München, die er 1952 mit der Gehilfenprüfung abschloss. Er besuchte 1953 die Sozialakademie Dortmund und war seit 1954 als Leiter der Geschäftsstelle der IG Bergbau und Energie in Freiburg im Breisgau tätig. Außerdem fungierte er seit 1958 als Richter am Arbeitsgericht Freiburg und als Jugendschöffe bei der Großen Strafkammer. Von 1974 bis 1985 war er beim Hauptverband der IG Bergbau und Energie in Bochum tätig.

## Partei
Hörmann trat 1952 in die SPD ein, war von 1955 bis 1959 zunächst stellvertretender Vorsitzender und dann von 1960 bis 1972 Vorsitzender des SPD-Ortsverbandes Freiburg.

## Abgeordneter
Hörmann war von 1959 bis 1965 Stadtrat in Freiburg. Dem Deutschen Bundestag gehörte er von 1961 bis 1972 an. Er war stets über die Landesliste Baden-Württemberg ins Parlament eingezogen.